# M. Rickert
Pour les articles homonymes, voir Rickert.
Œuvres principales
- Un voyage dans l'au-delà
- The Memory Garden

Mary Rickert, connue aussi sous le pseudonyme M. Rickert, née le 11 décembre 1959 à Port Washington dans le Wisconsin, est une écrivaine américaine de science-fiction.

## Œuvres

### Romans
- (en) The Memory Garden, Sourcebooks Landmark, 2014Prix Locus du meilleur premier roman 2015
- (en) The Shipbuilder of Bellfairie, 2021
- (en) Lucky Girl, 2022

### Recueils de nouvelles
- (en) Map of Dreams, Golden Gryphon Press, 2006Prix World Fantasy du meilleur recueil de nouvelles 2007
- (en) Holiday, Golden Gryphon Press, 2010
- (en) You Have Never Been Here, Small Beer Press, 2015

### Nouvelles traduites en français
- Un voyage dans l'au-delà, 2009 ((en) Journey into the Kingdom, 2006)Parue dans la revue Fiction no 9 aux éditions Les Moutons électriques - Prix World Fantasy de la meilleure nouvelle 2007
- Trahison, 2009 ((en) Traitor, 2008)Parue dans la revue Fiction no 9 aux éditions Les Moutons électriques
- Le Chef-d'œuvre du peintre de cadavre, 2013 ((en) The Corpse Painter's Masterpiece, 2011)Parue dans la revue Fiction no 17 aux éditions Les Moutons électriques